# 5-Bromouracil
O 5-bromouracil (5-BrU, 5BrUra ou br5Ura) é um derivado bromado do uracil que atua como um antimetabólito ou análogo de base, substituindo a timina no DNA e pode induzir a mutação do DNA da mesma forma que a 2-aminopurina. É usado principalmente como um mutagênico experimental, mas seu derivado desoxirribosídeo (5-bromo-2-desoxi-uridina) é usado para tratar neoplasias.
5-BrU existe em três formas tautoméricas que têm diferentes propriedades de emparelhamento de base. O 5-BrU pode estar presente no DNA em oposição à adenina ou guanina.
As três formas trocam com frequência, de modo que as propriedades de emparelhamento de bases podem ser alteradas a qualquer momento.